# Castelvecchio (Padova)
Il Castelvecchio, anticamente definito Castello della Torlonga ma oggi conosciuto anche come Castello di Ezzelino, o Castello Carrarese o ancora Castello di Padova, è una fortificazione di origine altomedievale posta sulla biforcazione del Bacchiglione dove si divide in Tronco Maestro e Naviglio interno. Deve le attuali caratteristiche alla signoria dei Da Carrara. Durante il XIX secolo e il XX secolo venne in gran parte utilizzato come prigione statale mentre il mastio, la Torlonga, è dal XVIII secolo la Specola cittadina.

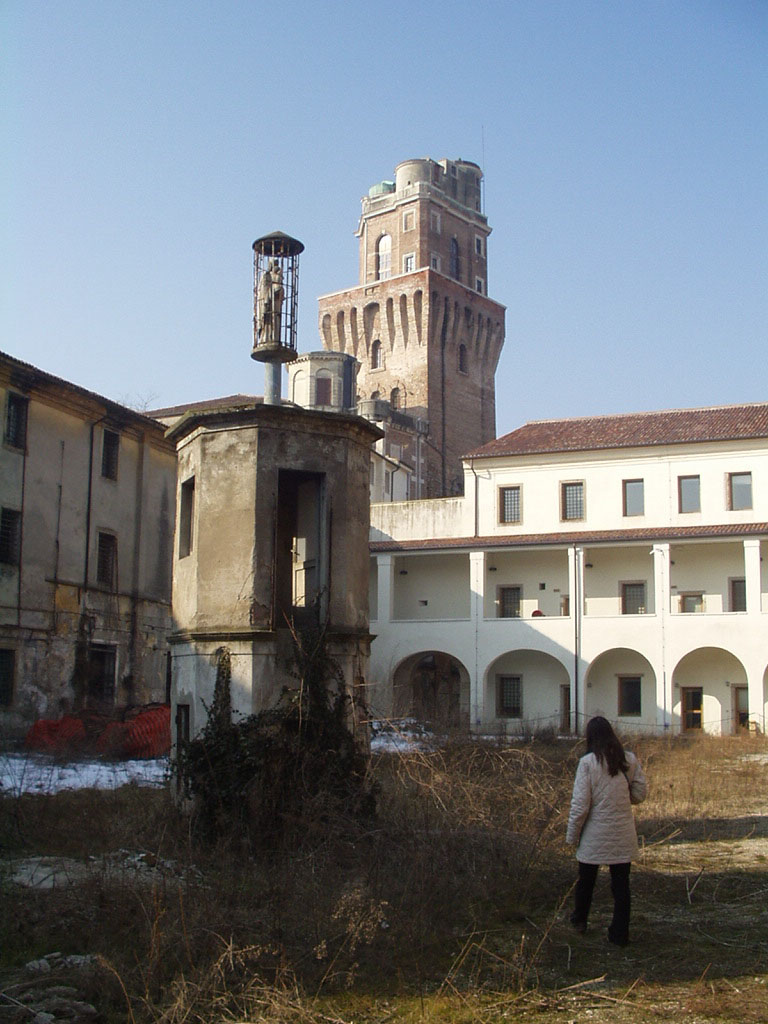
La Torlonga vista dal Cortile Maggior del Castello

## Toponimo
La fortezza un tempo era chiamata Castello della Torlonga. Assunse il nome di Castelvecchio quando si iniziò a costruire il Castelnuovo dopo il 1513. In età romantica fu chiamato Castello di Ezzelino per il fascino sinistro evocato dal tiranno. Oggi, con la riscoperta culturale della signoria dei Da Carrara, è frequentemente definito Castello Carrarese. L'area antistante l'edificio è Piazza Castello: in età veneziana fu luogo di esercitazioni militari e di esecuzioni capitali.

## Storia

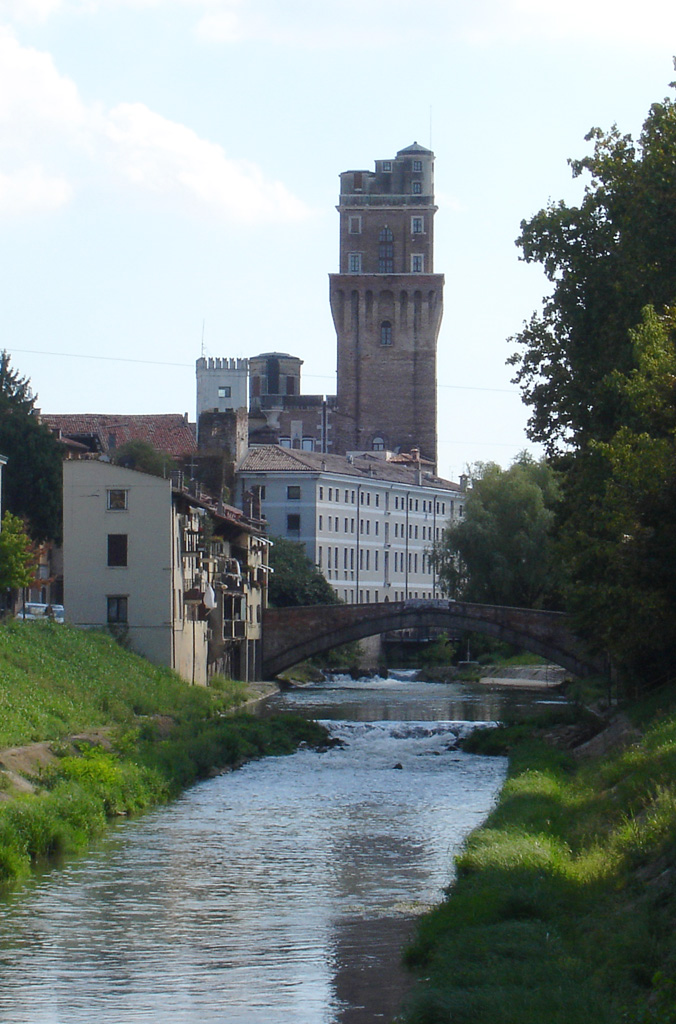
La Torlonga, i torricini e l'ala austriaca dal Ponte di San Giovanni alla Navi

### Le origini
La struttura del castello attuale è l'evoluzione di un sistema difensivo di origine altomedievale che aveva nella Torlonga (la torre-longa) il suo fulcro: costruita nel IX secolo nella strategica area in cui il Bacchiglione andava dividendosi (punto già occupato da fortificazioni di età romana) fu citata per la prima volta nel 1062. La torre, tra il X secolo ed il XI secolo, fu circondata da una breve muraglia che la proteggeva verso la città. Questo mastio fu poi inglobato alla cinta muraria di età comunale; lì vicino, verso ponente, si aprì una porta urbica.

### Il castello di Ezzelino
Rimangono invece tracce del castello fatto costruire da Ezzelino III da Romano, tiranno della città dal 1237 al 1256: la più notevole è la Torlonga, la maggiore delle due torri del castello. Il Castello fungeva da perno difensivo della cinta muraria duecentesca.
Il 1237 è l’anno in cui iniziano i lavori di costruzione del Castello. Per edificare la grande fortezza nei pressi di San Tomaso, occorrevano decine di migliaia di mattoni, ma la produttività delle fornaci del tempo era assai limitata. Di conseguenza furono utilizzati materiali provenienti dalla demolizione di imponenti e belle case patrizie delle famiglie che si inimicarono Ezzelino III. Privata di ben dieci edifici per questo scopo, Padova rimase deturpata.
Ma ben presto si capì che il Castello non era destinato solo allo scopo difensivo. A partire dal 1241, Ezzelino pianificò la repressione dell’opposizione guelfa e così iniziò a segregare i prigionieri nei sotterranei del nuovo Castello. Più che prigioni queste furono “tombe per i vivi”. Anche le due torri del castello vennero progettate come orribili prigioni dove i padovani erano destinati a morire di fame. Vennero chiamate Zilie perché il loro architetto fu Zilio Milanese, anch’esso poi prigioniero lì dentro. Una torre guardava la città e l’altra la campagna. Quest’ultima esiste tuttora ed è l’attuale Specola.
Nel 1256 i crociati entrarono a Padova per volere di Papa Alessandro IV e occuparono la città. Il Castello resistette per tre giorni, dopodiché fu dichiarata la fine del breve periodo di tirannia di Ezzelino III da Romano.

### Il Castello di Francesco il Vecchio
Caduto il tiranno, le fortificazioni furono abbandonate fino alla signoria dei Carraresi. Nel 1374, questi fecero ricostruire il castello includendo le due torri che dipinsero a scacchi bianchi e rossi. Il Castello venne collegato alla Reggia Carrarese dal “traghetto”, un passaggio sopraelevato che aveva la funzione di collegare i centri del potere politico e militare. Questa via di fuga poteva essere utilizzata solo dai provisionati e dal Principe e venne fatta costruire da Umbertino da Carrara negli anni compresi fra il 1343 e il 1345 (anno della sua morte).
Francesco I da Carrara detto Il Vecchio fu signore di Padova quando venne ricostruito il castello e, infatti, governò dal 1350 al 1388, promuovendo una politica di espansione.

### L'età veneziana
Con la costruzione delle mura rinascimentali ad opera di Bartolomeo d'Alviano il valore strategico del castello fu ridotto a zero. La Repubblica di Venezia vagheggiò anche la costruzione di un Castelnovo sul versante est delle mura, ma di questo progetto rimangono solo alcuni bastioni. Nel 1777 fu ultimata la trasformazione della Torlonga in Specola per le osservazioni astronomiche.

### L'Ottocento e la prigione
Nel 1807, durante la dominazione napoleonica, si iniziò la trasformazione di ciò che rimaneva del castello in prigione, mantenendo tale funzione fino alla fine del XX secolo, quando fu sostituito dalla moderna Casa di Reclusione di via Due Palazzi.

### Lo stato attuale
All'inizio del XXI secolo vengono avviati lunghi lavori di restauro volti a recuperare il castello per l'utilizzo museale, e la proprietà del castello passa nel 2006 dal Demanio al Ministero della cultura e successivamente al Comune di Padova nel 2022.
L'Amministrazione carceraria mantiene comunque alcuni uffici in Piazza Castello.